# Čestmír Řanda mladší
Čestmír Řanda mladší (15. května 1959 Plzeň, Československo – 11. května 2020 Liberec, Česko) byl český herec, scénograf a výtvarník.

## Život
Čestmír Řanda mladší se narodil 15. května 1959 v Plzni.
V roce 1964 si společně se svým otcem Čestmírem Řandou zahrál ve filmu Táto, sežeň štěně!. V 80. letech 20. století si zahrál menší role v seriálech jako například Okres na severu, Dobrodružství kriminalistiky, Malé dějiny jedné rodiny, Panoptikum Města pražského, Laková krabička na čaj, Hvězdy nad Syslím údolím nebo Vlak dětství a naděje. V roce 1993 hrál ve válečném snímku Stalingrad, o 3 roky později ve filmu Jméno kódu: Rubín. Objevil se také v seriálech Zdivočelá země, Ulice, Cesty domů, Policajti z centra či Expozitura. Naposledy se v roce 2019 objevil v seriálu televize Barrandov Premiér.
V roce 2010 se Čestmír Řanda mladší dostal do vězení za neplacení výživného na syna Čestmíra. Byl ženatý s Reginou Řandovou, jejich manželství se ale rozpadlo. Do roku 2020 žil s Michaelou Kryčfalušijovou.
Čestmír Řanda mladší zemřel 11. května 2020 na infarkt.